# 南通板鹞风筝

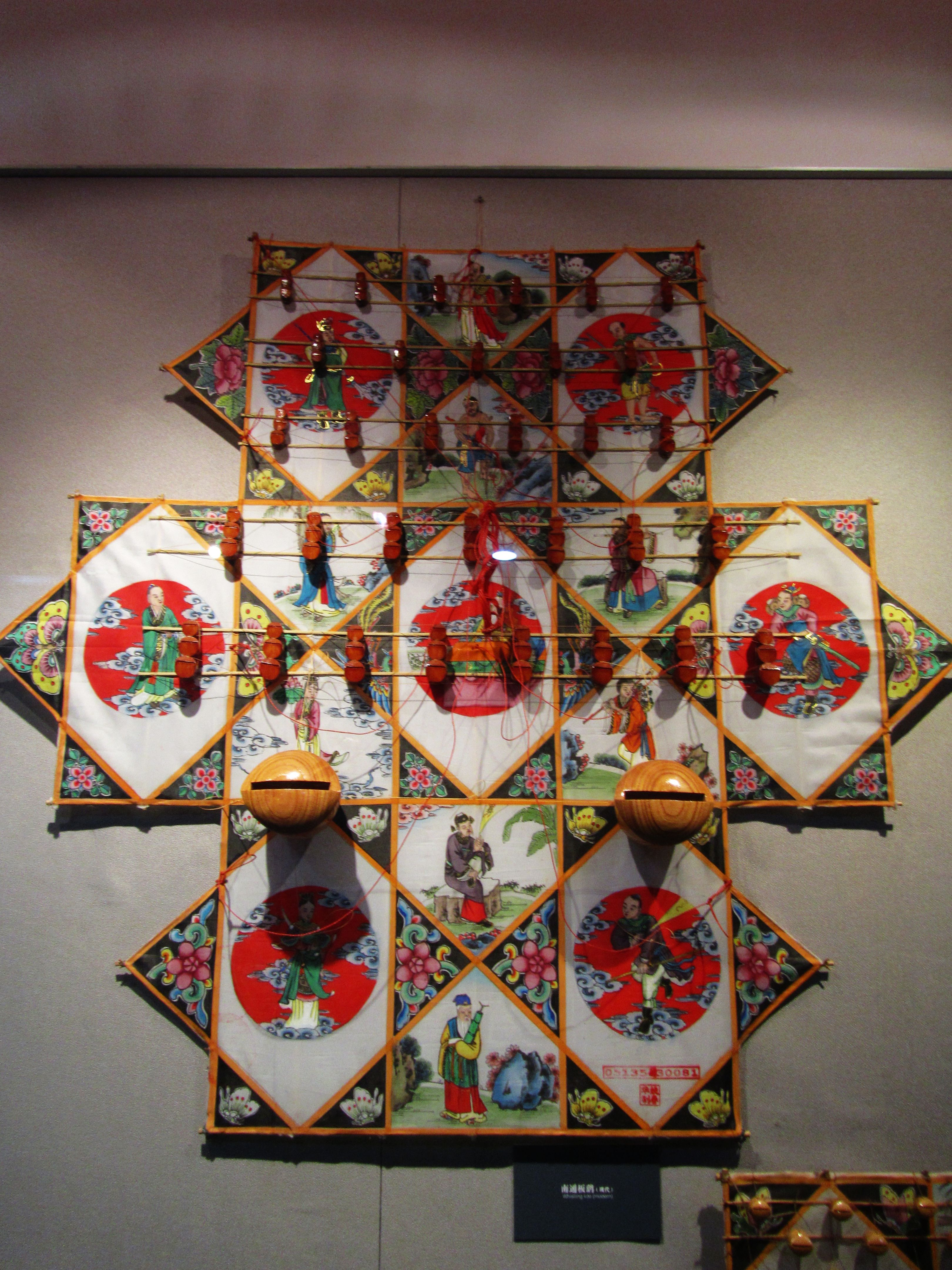
南通板鹞，摄于南通博物苑

南通板鹞风筝又称“哨口风筝”或“鹞子”，它制作工艺集扎裱造型、配色绘画、音律设计，“哨口”雕刻于一体。放上天去这些口、哨发出不同的高低音， “得风则鸣，其声随风抑扬”， 素有空中交响乐之美称。

## 历史
由于唐代以前南通地区是沙洲，地势平坦，场地开阔，为放风筝提供了一个良好的场所，再加上南通濒江临海，春季多东南风，有非常不错的风力条件。南通在当时被成为“胡逗洲”。据《太平寰宇记》记载，胡逗洲上“多流人，煮盐为业”。有一种说法则是，南通的风筝便是这些流人从外地带过来的。
另外，古代文献中也不乏对南通风筝的记载。如皋县志清嘉庆志（六卷、物产篇）：“自草虫鱼鸟舟船至于仙佛，无巧不备，大者数丈……春天竟放，他邑所无。”清道光十年（1830年）通州人姜长卿所作的《崇州竹枝词》第84首云：“草绿长堤海角东，双蝴蝶戏牧牛童；声声何处胡笳奏？放出林梢红杏中。”诗下原注：“风筝有大如风帆者，其制有双蝴蝶、单蝴蝶之名，其声彻云如胡笳，然唯近堤处最多，长堤者草为海门八景之一。” 该诗反映出南通风筝的重要特征：大如风帆，装有响哨，如今南通的板鹞正是保留了这些特点，由此可见南通风筝不仅历史悠久，并具有浓郁的乡土气息和地方特色。

## 制作工艺
“板鹞风筝”板身硕大，平整如板，故而得名“板鹞”。它以六角形为基础，通过组合变化结构成串连星式风筝。鹞面装有数十只乃至数百只大小不一的哨口。放飞时，发出不同的音响，组合成一支雄壮的空中交响乐。因哨口的材质不同，发出的哨声也不一样。哨口一般以葫芦、竹筒、白果和鹅毛管做成。做哨口是一门极复杂的技艺，它是根据空气在哨桶中快速回旋震荡而发出一定频率音响的原理制作而成的。哨口响不响、好不好听，取决于哨口的大小、形状、材料以及哨面进风口的位置、角度、长短及宽窄的不同。哨口发出的音量、音调千变万化，其中的奥秘只有哨口制作者清楚。
在外形方面，“板鹞”则要选择质地坚实、弹性好的江南笔竹或本地上乘毛竹扎制，绢布缝合，以细绳作引线，再配以各种音调哨口合理组合。板鹞不仅结构复杂，还要绘画、装口。集色、声、形、技、趣为一体，是一种综合艺术品。

## 现状
如今南通市仍有许多风筝爱好者，有千余位技艺传承人，包括“哨口”雕刻大师，画师等。但是目前这写能画能雕的大师均已念过半百，且小型的风筝展馆和风筝协会均属民间组织，基本处于自生自灭状态。
值得庆幸的是，2006年5月20日，南通板鹞风筝经国务院批准列入第一批国家级非物质文化遗产名录。2007年6月5日，经国家文化部确定，江苏省南通市的郭承毅为该文化遗产项目代表性传承人，并被列入第一批国家级非物质文化遗产项目226名代表性传承人名单，由此获得了肯定和保护。